# Hemiamyloidität
Hemiamyloidität bezeichnet in der Mykologie einen speziellen Fall von Zellwand-Amyloidität, bei welchem die Blaufärbung mittels Iod-Reagentien erst nach Vorbehandlung mit Kalilauge eintritt, während bei direkter Anwendung von Iod Lugolsche Lösung eine Rotreaktion, Melzers Reagenz hingegen keine Reaktion hervorruft. Hemiamyloidität ist bislang nur bei Schlauchpilzen bekannt, hier aber weit verbreitet und ein wichtiges taxonomisches Unterscheidungskriterium. Färben Zellwände auch ohne Vorbehandlung mit Kalilauge durch Iodreagentien blau, spricht man von Euamyloidität; der Überbegriff über beide Varianten ist Amyloidität.

## Eigenschaften
Eine hemiamyloide Zellwandstruktur reagiert bei Zugabe von Iodreagentien zum Wasserpräparat nicht direkt blau, sondern erst dann, wenn eine Behandlung mit Kalilauge (KOH) vorausging. Ohne KOH-Behandlung hängt das Resultat sehr von der Art des Iodreagenz ab: Mit Lugolscher Lösung (IKI) reagieren hemiamyloide Strukturen rot bis rotbraun; diese Rotreaktion wird bei Verwendung von Melzers Reagenz (MLZ) aufgrund der hohen Chloralhydrat-Konzentration völlig unterdrückt (scheinbare Inamyloidität). Die Alternative zu hemiamyloid wird als euamyloid bezeichnet. Euamyloide wie auch KOH-vorbehandelte hemiamyloide Strukturen reagieren unabhängig von der Art des Iodreagens blau.
Hemiamyloide und euamyloide Reaktionen treten häufig gemischt auf, und zwar entweder an räumlich getrennten Stellen des Ascus (z. B. Apikalring euamyloid, Lateralwand hemiamyloid), oder durchmischt in derselben Wandregion. In letzterem Fall ist in Lugolscher Lösung ohne KOH-Vorbehandlung eine Überlagerung von blau und rot zu beobachten. Da jedoch die euamyloide Reaktion im Vergleich zur hemiamyloiden schon bei niedriger Iodkonzentration einsetzt, kommt es im Fall des durchmischten Typs zu einem Farbumschlag von blau nach (mehr oder weniger schmutzig) rotbraun oder, im Fall von Asci mit gänzlich reaktiver Zellwand, zu regenbogenartigen Farben, während das Iodreagens ins Wasserpräparat eindiffundiert.
|          | inamyloid | inamyloid | hemiamyloid | hemiamyloid | euamyloid | euamyloid |
|          | IKI       | MLZ       | IKI         | MLZ         | IKI       | MLZ       |
| vor KOH  | –         | –         | rot         | –           | blau      | blau      |
| nach KOH | –         | –         | blau        | blau        | blau      | blau      |

Hemiamyloide (rote) IKI-Reaktion ohne KOH-Vorbehandlung im Vergleich zu euamyloid (blau) und inamyloid (negativ). Nur die hemiamyloide Reaktion hängt vom benutzten Iodreagenz (IKI, MLZ) und der Vorbehandlung mit KOH ab: Hemiamyloide Strukturen zeigen keine Reaktion in MLZ, reagieren aber blau wenn KOH-vorbehandelt, und zwar unabhängig vom Iodreagenz.
|          | IKI (= Lugolsche Lösung) | MLZ (= Melzers Reagenz) |
| vor KOH  |                          |                         |
| nach KOH |                          |                         |

Jodreaktion hemiamyloider Apikalringe der Schläuche von Hysteropezizella (Helotiales) in Abhängigkeit von Jodreagenz (IKI, MLZ) und Vorbehandlung mit KOH.

## Vorkommen, Bedeutung
Hemiamyloidität kommt in vielen Gruppen der Schlauchpilze vor. Die Lecanorales und die meisten Ostropales (viele Vertreter gehören den mit Algen symbiotisch zusammenlebenden Flechten an) haben eine hemiamyloide äußere Ascuswandschicht. Etwa 20 % der Helotiales haben hemiamyloide Apikalringe verglichen mit geschätzten 50 % mit euamyloidem Apikalring. Bei Becherlingsartigen mit operculaten Asci und bei Pyrenomyceten sind hemiamyloide Reaktionen hingegen selten. Obwohl die Hemiamyloidität ein sehr wertvolles taxonomisches Merkmal darstellt, das es erlaubt, sowohl Arten als auch Gattungen zu unterscheiden, wird dieser Reaktionstyp, insbesondere die Rotreaktion in Lugolscher Lösung, bis heute häufig übersehen. Dies geschieht besonders deshalb, weil in der Mykologie (nicht aber der Lichenologie) seit 1924 Melzers Reagenz die bis dahin gebräuchliche Lugolsche Lösung zu Unrecht fast völlig verdrängt hat. Aufgrund der Häufigkeit der Hemiamyloidität bei Flechten beteiligten sich die Lichenologen nicht an diesem Wechsel, sondern verwendeten weiterhin Lugolsche Lösung. Die verbreitete Methode, herbarisierte Pilze vor der Untersuchung in KOH aufzuquellen, trägt weiter dazu bei, dass Hemiamyloidität häufig übersehen wird.

## Chemismus
Der chemische Hintergrund der Hemiamyloidität ist nicht geklärt. Möglicherweise liegen die Kohlenhydratketten derart vor, dass kurze helixförmige Abschnitte mit kurzen oder längeren gestreckten Abschnitten abwechseln. Die kurzen helixförmigen Abschnitte würden ähnlich wie bei der Dextrinoidität von Glykogen die Rotreaktion durch Einlagerung der Iodatome in die Spirale bewirken, während die gestreckten Abschnitte sich unter der Einwirkung von Kalilauge aufrollen könnten, sodass lange helixförmige Abschnitte entstehen, die bei Iodeinlagerung eine blaue Farbe ergeben. Die hypothetische Spiralstruktur dieser Makromoleküle scheint mit der Dehnfähigkeit der Ascuswände zu tun zu haben, welche eine Voraussetzung für den explosionsartigen, aktiven Ausstoß der Ascosporen unter Freisetzung des hohen Zellturgors darstellt. Dies gilt insbesondere für den Bereich des Ascusporus (Apikalring), durch den die Sporen beim Bersten des Ascus gepresst werden.